# Бейо
Бейо (на испански: Bello) е град и община в северозападна Колумбия, департамент Антиокия. Част е от метрополния регион на Вайе де Абура, в който освен него се намират още Меделин, Енвигадо, Итагуи и др. Кръстен е на Андрес Бейо, венецуелски хуманист, поет, дипломат, законодател, философ и филолог, чиито политически и книжовен труд съставлява значима част от културата на латиноамериканските държави. В страната е известен като „градът на артистите“.

## География
Бейо граничи с Сан Педро де ло Милагрос на север, Меделин на юг, Копакабана изток и Меделин и Сан Херонимо на запад. Намира се в долината Абура, част от планинската верига Анди. Общата площ на общината е 142,36 км2, като на града се падат 19,7 от тях. Планините, заобикалящи града се издигат на над 2500 м височина.

## История
Бейо е основан през 1676 г. под името Атовиехо. Сегашното си име носи от 28 декември 1883 г., а от 29 април 1913 г. придобива статута на град.

## Икономика
В града основните клонове на икономиката са свързани с текстилната и минната индустрии и търговията, а в провинциалната част на общината – със селското стопанство.

## Транспорт
В Бейо се намират спирките Никия и Бейо на Линия А на меделинското метро, посредством което градът е свързан не само с центъра на Меделин, но и с градовете Енвигадо, Итагуи, Сабанета и Ла Естрея на юг от Меделин.

## Спорт
През 2014 г. в града от Рионегро е преместен футболният отбор Депортиво Рионегро, който се състезава във втора дивизия и след преместването си е преименуван на Леонес.